# Giancarlo Pivetta
Pas d'image ? Cliquez ici

a Compétitions nationales et continentales officielles uniquement.

b Matchs officiels uniquement.
Giancarlo Pivetta, né le 18 juin 1957 à Musile di Piave, est un joueur italien de rugby à XV. International italien de 1979 à 1993, il joue au poste de avec les clubs de Amatori Rugby San Donà, Benetton Rugby Trévise et Mirano Rugby 1957 (it). Il devient ensuite entraîneur, occupant des postes dans ses anciens clubs de Rugby Mirano 1957 et Amatori Rugby San Donà puis avec l'ASD Jesolo Rugby.

## Biographie
Giancarlo Pivetta occupait le poste de pilier.
Il a honoré sa première cape internationale le 22 avril 1979 avec l'équipe d'Italie pour une défaite 44-0 contre la Roumanie à Bucarest.
Il fait part des équipes d'Italie aux Coupes du Monde de rugby de 1987 en Nouvelle-Zélande et 1991 en Angleterre, bien qu'il n'a été utilisé qu'en 1991.
Il a été capitaine à six reprises en sélections officielles.

## Clubs successifs

### Joueur
- 1976-1996 : Amatori Rugby San Donà
- 1996-1997 : Benetton Rugby Trévise
- 1997-1999 : Rugby Mirano 1957

### Entraîneur
- 1999-2002 : Rugby Mirano 1957
- 2002-2007 : Amatori Rugby San Donà
- 2007-2009 : Rugby Mirano 1957
- 2009-2012 : ASD Jesolo Rugby

## Sélection nationale
- 46 sélections (+7 non officielles contre France XV) avec l'Italie dont 6 fois capitaine
- 5 essais
- 20 points
- Sélections par année : 3 en 1979, 2 en 1980, 3 en 1981, 4 en 1982, 7 en 1983, 4 en 1984, 5 en 1985, 1 en 1986, 1 en 1987, 2 en 1989, 6 en 1990, 8 en 1991, 4 en 1992, 3 en 1993.
- Coupe du monde disputée: 1987 (pas de matchs); 1991 (3 matchs, 3 comme titulaire, 1 comme capitaine).